# 奧斯曼·伊本·易卜拉欣
奥斯曼（Uluğ Sultan Osman，？—1212年）又译作斡思蛮，西喀喇汗国第22代汗，末代可汗。伊卜拉欣·本·侯賽因·本·哈桑的儿子。
西喀喇汗国是西辽的属国，1207年，奥斯曼联合花剌子模阿拉乌丁·摩诃末对抗西辽，兵败，再归附西辽。后来向西辽皇帝耶律直鲁古的女儿求婚失败，再次投靠花剌子模。1210年，在怛罗斯之战击败西辽，驱逐了西辽在河中地区的统治。奥斯曼娶了阿拉乌丁·摩诃末的女儿，但是，花剌子模的统治更加严酷，撒马尔罕爆发了反对花剌子模的起义。阿拉乌丁·摩诃末派奥斯曼主持镇压，奥斯曼却暗中支持了反对花剌子模的起义。1212年，起义被阿拉乌丁·摩诃末镇压，奧斯曼兵败投降。在公主的建议下，在伊斯兰历609年（1212年6月3日—1213年5月22日），阿拉乌丁·摩诃末处死奥斯曼，西喀喇汗国灭亡。
| 前任： 伊卜拉欣·本·侯賽因·本·哈桑 | 西喀喇汗国可汗 1203年—1212年 | 繼任： 国亡 |